# 국제농업연구협의그룹

국제농업연구협의그룹(國際農業硏究協議그룹, Consultative Group on International Agricultural Research, 약칭 CGIAR)은 1971년에 개발도상국의 식량안보와 빈곤 제거를 위해 설립된 연구지원기관으로 세계은행 등의 기구와 각 국가가 회원이 되어 자금을 조성하고 국제미작연구소(IRRI), 국제건조지역농업연구센터(ICARDA) 등의 전 세계 18개소의 농업연구소를 지원한다. 농업생산성 증가, 환경보호, 생물다양성 보전, 정책개선, 국가연구 강화 등의 연구분야로 초점을 두고 지원한다.